# القديس لوقا يرسم العذراء
القديس لوقا يرسم العذراء هي لوحة زيتية كبيرة ومرسومة بألوان تمبيرا على لوح من خشب البلوط، يرجع تاريخها عادة إلى الفترة ما بين 1435 و1440، وتنسب إلى الرسام الهولندي المبكر روجير فان در فايدن. وهي موجودة في متحف الفنون الجميلة في بوسطن، وتُظهِر لوقا الإنجيلي شفيع الفنانين وهو يرسم العذراء مريم وهي ترضع الطفل يسوع. تدور أحداث المشهد في داخل برجوازي يؤدي إلى فناء ونهر ومدينة ومناظر طبيعية. اللوحة غنية بالرموز الأيقونية، بما في ذلك حديقة مغلقة، ومنحوتات وهمية لآدم وحواء على ذراعي عرش مريم، وسمات مختلفة مرتبطة بالقديس لوقا.